# Михалаки Величков
Михалаки (Михаил) Величков е български общественик.

## Биография
През 1845 – 1855 г. е ученик на Никифор Попконстантинов и даскал Евстати. По време на Априлското въстание е арестуван и откаран в Одринския затвор. С помощта на руски офицери и Временното руско управление, в Татар Пазарджик е създадено гимнастическо дружество – негов пряк организатор и ръководител е кмета. Под прикритието на гимнастическото дружество се извършва военна подготовка. Числеността на членовете възлиза на 3000 души. Вследствие на Берлинския договор произнася реч в Пловдивската църква „Св. Богородица“, която успокоява населението. Издателят Евстати Гешов изразява мнение, че тази реч е решила съдбата на Източна Румелия. Създаден е Южнобългарския комитет „Единство“, който иска гаранции от султана за суверенитета на Източна Румелия. През февруари 1879 г. Михалаки Величков напуска общината. Владее турски, руски и гръцки език.